# Мысик, Раиса Константиновна
Раиса Константиновна Мысик (25.11.1941, Алапаевск — 28.07.2021, Екатеринбург) — учёный-металлург, доктор технических наук, профессор.

## Биография
Родилась 25 ноября 1941 года в городе Алапаевск Свердловской области.
Окончила Уральский политехнический институт по специальности «инженер-металлург» (1964).
В 1964—1967 гг. — мастер, технолог литейного цеха на заводе «Уралэлектротяжмаш». В 1967—1972 гг. младший научный сотрудник института «Унипромедь».
С 1972 г. в Уральском политехническом институте: аспирант кафедры «Литейное производство», заведующий сектором «Ресурсосберегающие технологии разливки меди и медных сплавов» проблемной научно-исследовательской лаборатории чёрной и цветной металлургии, профессор кафедры «Литейное производство». Читала курсы «Производство отливок из сплавов цветных металлов», «Литье и обработка цветных металлов и сплавов», «Основы литейного производства».
Учёный в области разработки и совершенствования процессов производства литых заготовок из меди и медных сплавов.
Доктор технических наук (1991), профессор (1992). Получила 19 авторских свидетельств на изобретения. Автор 160 печатных работ.
Почётный работник высшего профессионального образования Российской Федерации. Награждена медалью ордена «За заслуги перед Отечеством» II степени (1999) и нагрудным знаком «Изобретатель СССР».
Умерла 28 июля 2021 года в Екатеринбурге. Похоронена на Широкореченском кладбище.
Сочинения:
- Непрерывное литье меди [Текст] / А. В. Сулицин, Р. К. Мысик, С. В. Брусницын, Ю. Н. Логинов ; Министерство образования и науки Российской Федерации, Уральский федеральный университет имени первого Президента России Б. Н. Ельцина. — Екатеринбург : УМЦ УПИ, 2016. — 373 с. : ил., табл.; 21 см; ISBN 978-5-8295-0476-2 : 100 экз.
- Литейные сплавы на основе тяжелых цветных металлов [Текст] : учебное пособие : для студентов, обучающихся по направлению подготовки — Металлургия / Р. К. Мысик, А. В. Сулицын, С. В. Брусницын ; Министерство образования и науки Российской Федерации, Уральский федеральный университет имени первого Президента России Б. Н. Ельцина, Институт материаловедения и металлургии. — Екатеринбург : Издательство Уральского университета, 2016. — 140 с. : ил., табл.; 24 см; ISBN 978-5-7996-1819-3 : 250 экз.
- Литейные сплавы на основе тяжелых цветных металлов : учебное пособие для вузов / Р. К. Мысик, А. В. Сулицин, С. В. Брусницын. — Москва : Издательство Юрайт, 2019 ; Екатеринбург : Изд-во Урал. ун-та. — 140 с.
- Литейные сплавы на основе тяжелых цветных металлов : учебное пособие для среднего профессионального образования / Р. К. Мысик, А. В. Сулицин, С. В. Брусницын. — Москва : Издательство Юрайт, 2023.